# Holger Oertel
Holger Oertel (* 29. Februar 1952 in Meißen) ist ein ehemaliger deutscher Handballtorwart und Handballtrainer.

## Karriere
Im Alter von acht Jahren begann Holger Oertel beim THW Kiel mit dem Handball. 1972 spielte er erstmals für die Bundesligamannschaft des THW. Ab 1978 war er sechs Jahre lang, bis zu seinem Karriereende, Mannschaftskapitän. In dieser Zeit bestritt er mehr als 175 Spiele für den THW. Nachdem Marek Panas, der seit 1982 beim THW Kiel spielte, 1987 zusätzlich das Traineramt der Zebras übernahm, wurde Oertel sein Co-Trainer. In der Saison 1988/89 stand er dann nochmals für sechs Spiele im Tor. Nachdem im Dezember 1989 der zu Saisonbeginn neu verpflichtete Trainer Josip Milković entlassen worden war, wurde Holger Oertel sein Nachfolger. Während der Saison 1992/93 trat Oertel elf Spieltage vor Saisonende zurück, nachdem der THW Kiel gegen den späteren Absteiger HC Empor Rostock mit 15:21 verloren hatte. Sein Nachfolger bis zum Saisonende wurde sein ehemaliger Mannschaftskamerad Uwe Schwenker. Oertel trainierte danach die zweite Männermannschaft des THW.

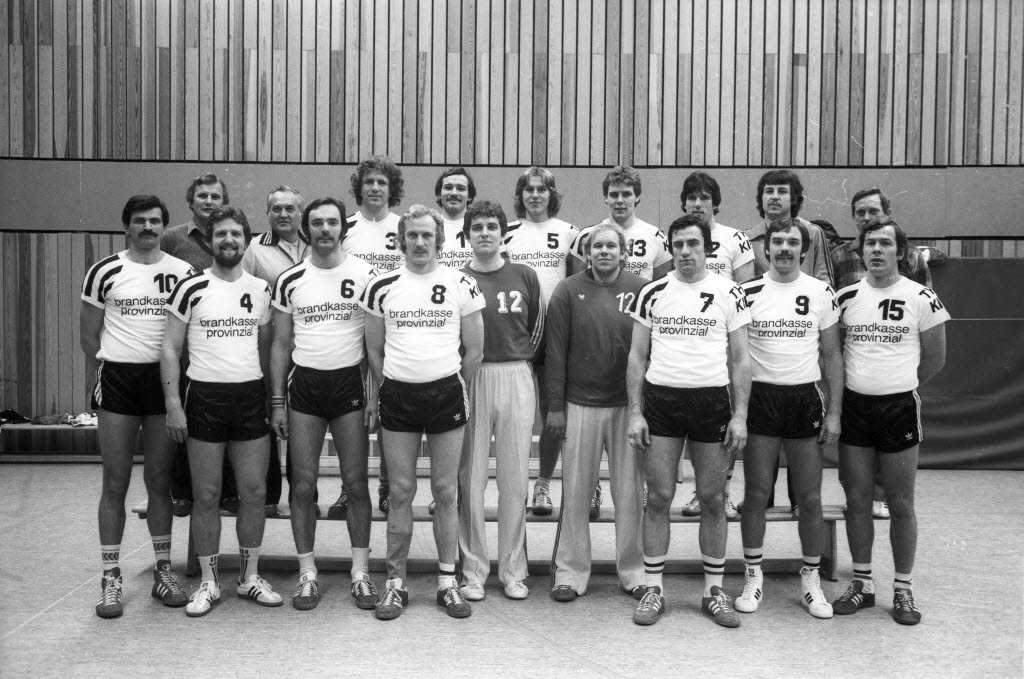
Holger Oertel (vorne, Nr. 12) in der Mannschaft des THW Kiel 1979/80.

Für die deutsche Nationalmannschaft bestritt Oertel vier A-Länderspiele. Sein Debüt gab er am 20. November 1974 in Kiel gegen Dänemark.

## Sonstiges
Holger Oertel ist verheiratet und hat zwei Töchter. Bis zu seinem Eintritt in den Ruhestand im Sommer 2016 war er stellvertretender Schulleiter des Hans-Geiger-Gymnasiums in Kiel-Gaarden.

## Erfolge
- 2. Platz im DHB-Pokal 1979
- Deutscher Vize-Meister 1983